# Virginia Slims of Seattle
Il Virginia Slims of Seattle è stato un torneo femminile di tennis che si disputava a Seattle negli USA su campi in sintetico indoor.

## Albo d'oro

### Singolare
| Anno | Campionessa         | Finalista           | Punteggio     |
| ---- | ------------------- | ------------------- | ------------- |
| 1977 | Chris Evert         | Martina Navrátilová | 6-2, 6-4      |
| 1978 | Martina Navrátilová | Betty Stöve         | 6-1, 1-6, 6-1 |
| 1979 | Chris Evert         | Renée Richards      | 6-1, 3-6, 6-3 |
| 1980 | Tracy Austin        | Virginia Wade       | 6-2, 7-6      |
| 1981 | Sylvia Hanika       | Barbara Potter      | 6-2, 6-1      |
| 1982 | Martina Navrátilová | Andrea Jaeger       | 6-2, 6-0      |

### Doppio
| Anno | Campionesse                 | Finalista                          | Punteggio     |
| ---- | --------------------------- | ---------------------------------- | ------------- |
| 1977 | Rosie Casals Chris Evert    | Françoise Dürr Martina Navrátilová | 6-4, 3-6, 6-3 |
| 1978 | Kerry Reid Wendy Turnbull   | Patricia Bostrom Marita Redondo    | 6-2, 6-3      |
| 1979 | Françoise Dürr Betty Stöve  | Sue Barker Ann Kiyomura            | 7-6, 4-6, 6-4 |
| 1980 | Rosie Casals Wendy Turnbull | Greer Stevens Virginia Wade        | 6-4, 2-6, 7-5 |
| 1981 | Rosie Casals Wendy Turnbull | Sue Barker Ann Kiyomura            | 6-1, 6-4      |
| 1982 | Rosie Casals Wendy Turnbull | Kathy Jordan Anne Smith            | 7-5, 6-4      |